# Michaił Skatkin
Michaił Nikołajewicz Skatkin (ur. 1900, zm. 1991) – rosyjski pedagog, nauczyciel i autor podręczników do przyrodoznawstwa. Zajmował się dydaktyką ogólną, metodyką nauczania przyrody oraz metodologicznymi problemami pedagogiki. 